# Ceardaș
Ceardașul, cunoscut în maghiară ca csárdás, este un dans tradițional maghiar (denumirea provine de la cuvântul „csárda” care înseamnă cârciumă). Acest stil de dans maghiar este emblematic, în care dansatorii bărbați improvizează individual, mișcându-și picioarele în mod separat și împreună, apoi bărbații dansează în perechi cu femeile.
Acesta are origini în Ungaria și a devenit popular și cu muzicanți țigani în zonele învecinate, precum Voivodina, Slovenia, Croația, Transcarpatia, Moravia și la bulgarii bănățeni.
Apariția acestuia poate fi urmărită încă din secolul al XVIII-lea, când s-a dezvoltat din verbunkos⁠(d)-ul maghiar, un dans de recrutare în armata austro-ungară.
Ceardașul este caracterizat de alternarea și variația ritmului: începe lent și se încheie cu o secțiune veselă, foarte vioaie. Există mai multe variații, precum ceardaș rar, ceardaș dens și ceardaș săltăreț. Muzica are un ritm pulsatoriu, sincopat, în măsuri de 2/4 sau 4/4. Dansatorii sunt bărbați și femei, îmbrăcați în fuste largi tradiționale, de obicei roșii, care iau o formă deosebită atunci când se învârt.
Ceardașul este un dans în cuplu în care bărbatul și femeia se țin de obicei strâns. Atunci când se separă, acest moment este numit „csalogatás” („ademenire”), plin în principal de demonstrații de forță și de tachinări seducătoare.
Compozitori clasici au utilizat teme de ceardaș, precum Franz Liszt, Johannes Brahms, fiul lui Johann Strauss, Pablo de Sarasate, Piotr Ilici Ceaikovski și alții. Cel mai cunoscut ceardaș la nivel mondial a fost compus de Vittorio Monti⁠(d), compoziția sa fiind pentru vioară și pian și având cinci variații de tempo.